# Andrzej Budzanowski
Andrzej Budzanowski (ur. 13 marca 1933 we Lwowie, zm. 27 maja 2011 w Krakowie) – polski fizyk, profesor nauk fizycznych o specjalności fizyka jądrowa, członek Polskiej Akademii Nauk.

## Życiorys
Urodził się we Lwowie w 1933, gdzie uczęszczał do szkoły podstawowej. W 1945 w wyniku wysiedlenia Polaków ze Lwowa przeniósł się do Krakowa, gdzie w późniejszym czasie studiował na Uniwersytecie Jagiellońskim. W 1955 otrzymał tytuł magistra fizyki, w 1961 został doktorem nauk matematyczno-fizycznych, w 1967 przedstawił rozprawę habilitacyjną „Oddziaływania cząstek alfa z jądrami atomowymi”. W 1973 otrzymał tytuł profesora nauk fizycznych.
Pracował w Instytucie Fizyki Jądrowej PAN (dyrektor w latach 1990–2004), w tym jako kierownik Zakładu Reakcji Jądrowych. Był wykładowcą Uniwersytetu Jagiellońskiego.
Prowadził badania w dziedzinie zderzeń ciężkich jonów, jako pierwszy zaobserwował rozpad silnie związanej cząstki alfa.
Należał do takich organizacji jak Polska Akademia Nauk (członek korespondent od 1986 roku, członek rzeczywisty od 1994 roku), Polska Akademia Umiejętności, Towarzystwo Naukowe Warszawskie, Europejska Akademia Sztuki, Wiedzy i Nauk Humanistycznych, Amerykańskie Towarzystwo Fizyczne. Odznaczony Krzyżem Kawalerskim Orderu Odrodzenia Polski.
Z zamiłowania był taternikiem i grotołazem, grał i komponował na fortepianie. Miał dwóch synów i czterech wnuków. Zmarł 27 maja 2011 w Krakowie. Pochowany na cmentarzu Rakowickim w Krakowie (kwatera HB, płd.).

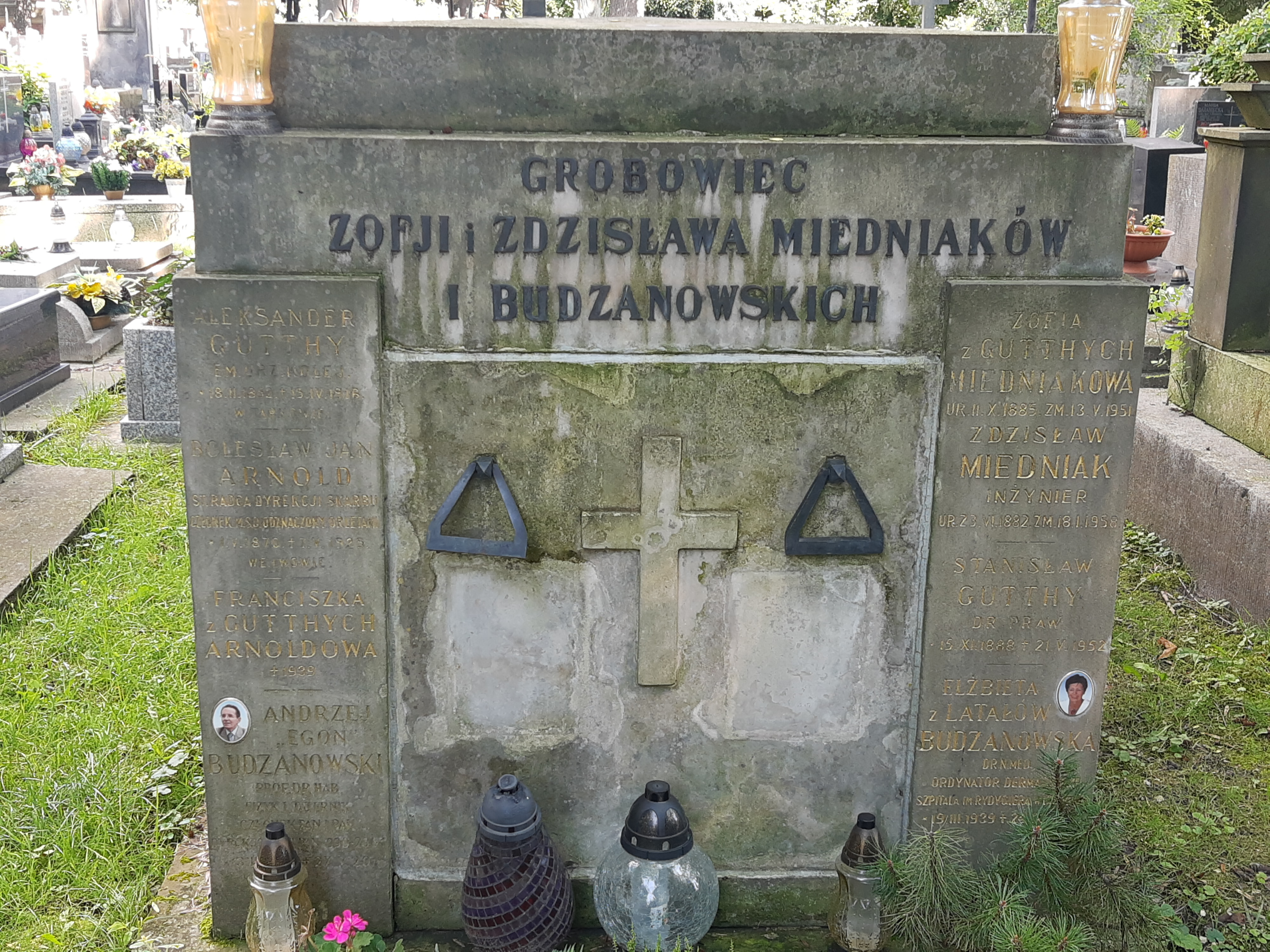
Grób prof. Andrzeja Budzanowskiego na cmentarzu Rakowickim